# Kusínagar
Kushinagar (hindi nyelven: कुशीनगर, páli nyelven: Kuszinárá) kisváros India északkeleti részén, Uttar Prades szövetségi államban. Lakossága 18 ezer fő volt 2001-ben. Buddhista zarándokhely.
A mai Kushinagar helyén az ókori Malla Királyság, majd a Maurja Birodalom idején város állt. A település az 5. században elpusztult és csak a 19. században épült újra. 
Gautama Buddha itt hagyta el ezt a világot, amikor elérte a parinirvánát (a végső nirvána). A Muktabandhána sztúpát Buddha ereklyéinek tárolására építették a malla uralkodók, akik a halála idején uralták a térséget. A közeli Parinirvana-templomban Buddha fekvő szobra látható. 
A területen ókori kolostorok és sztúpák romjai találhatók, valamint modern buddhista templomok, amelyek a kelet-ázsiai hívők adományaiból épültek.

## Galéria

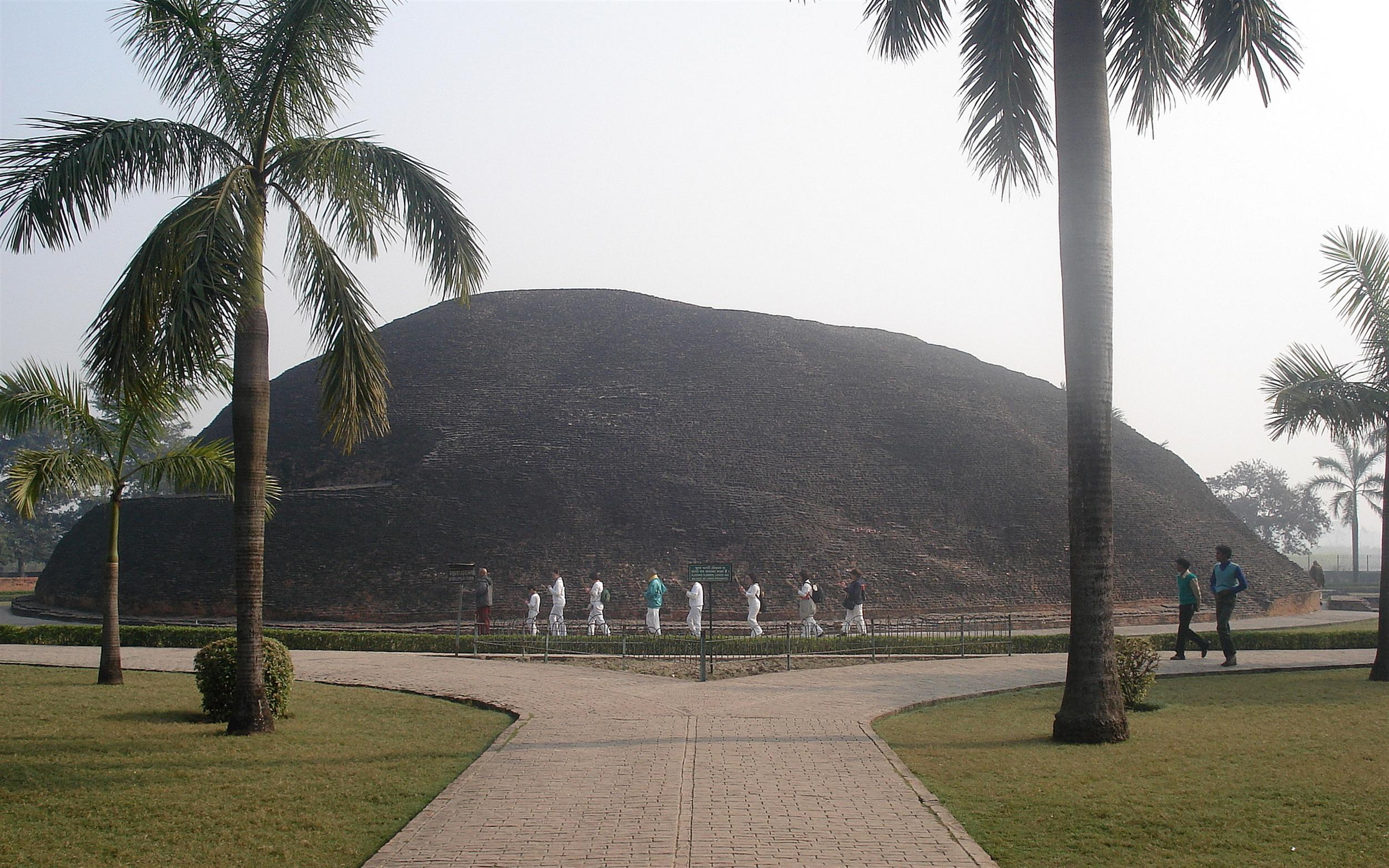
Ramabhar-sztúpa romja
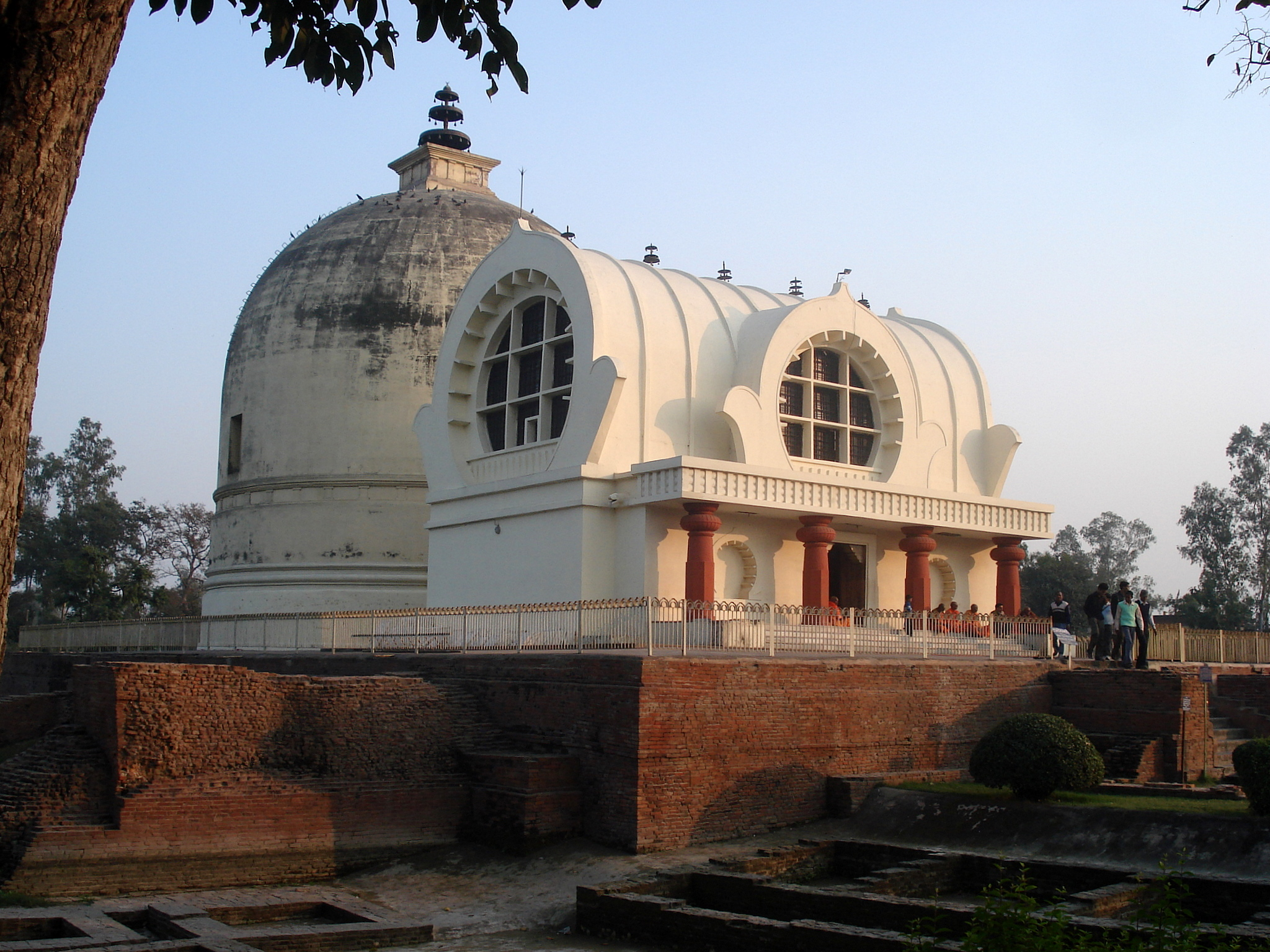
Parinirvana-templom
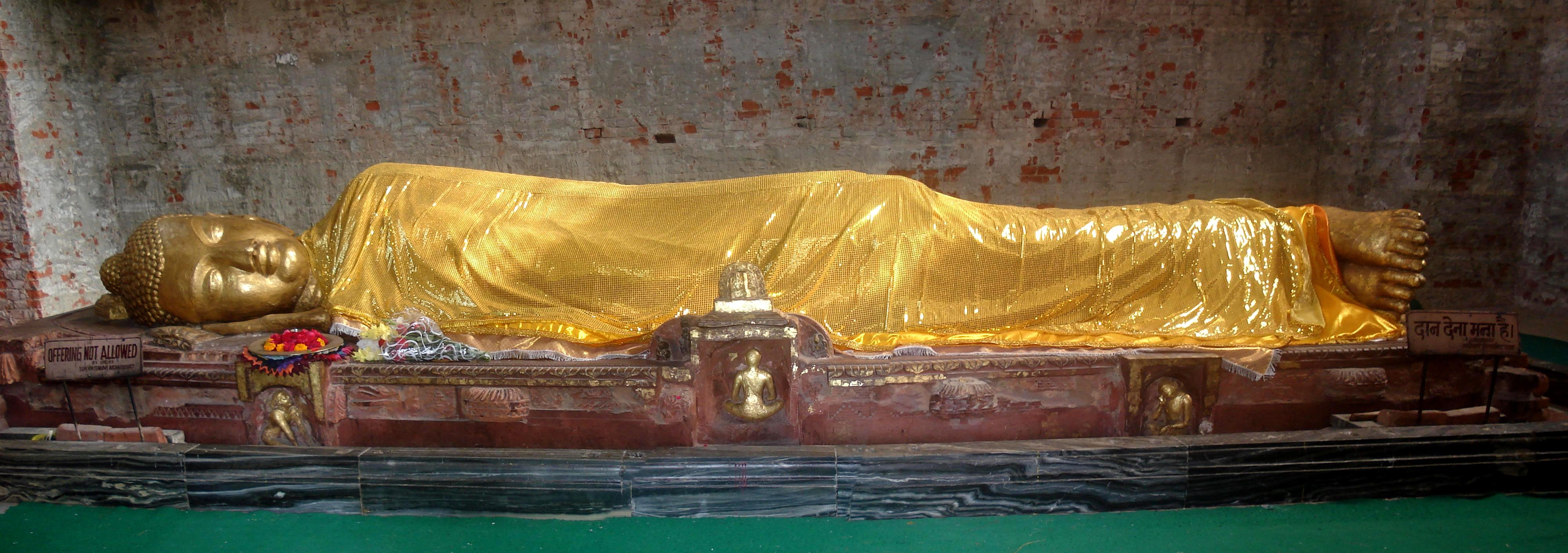
Buddha szobra a Parinirvana-templomban
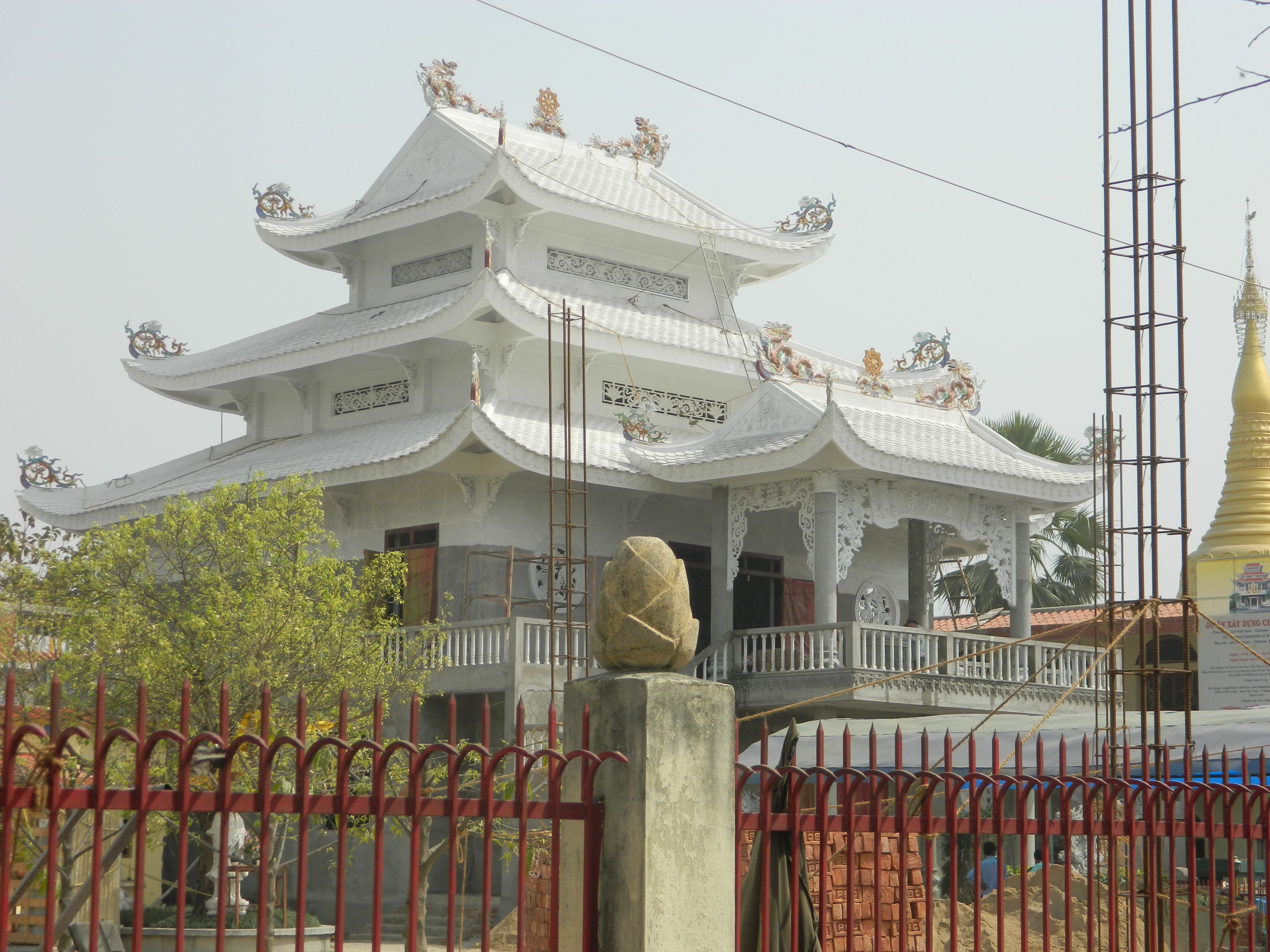
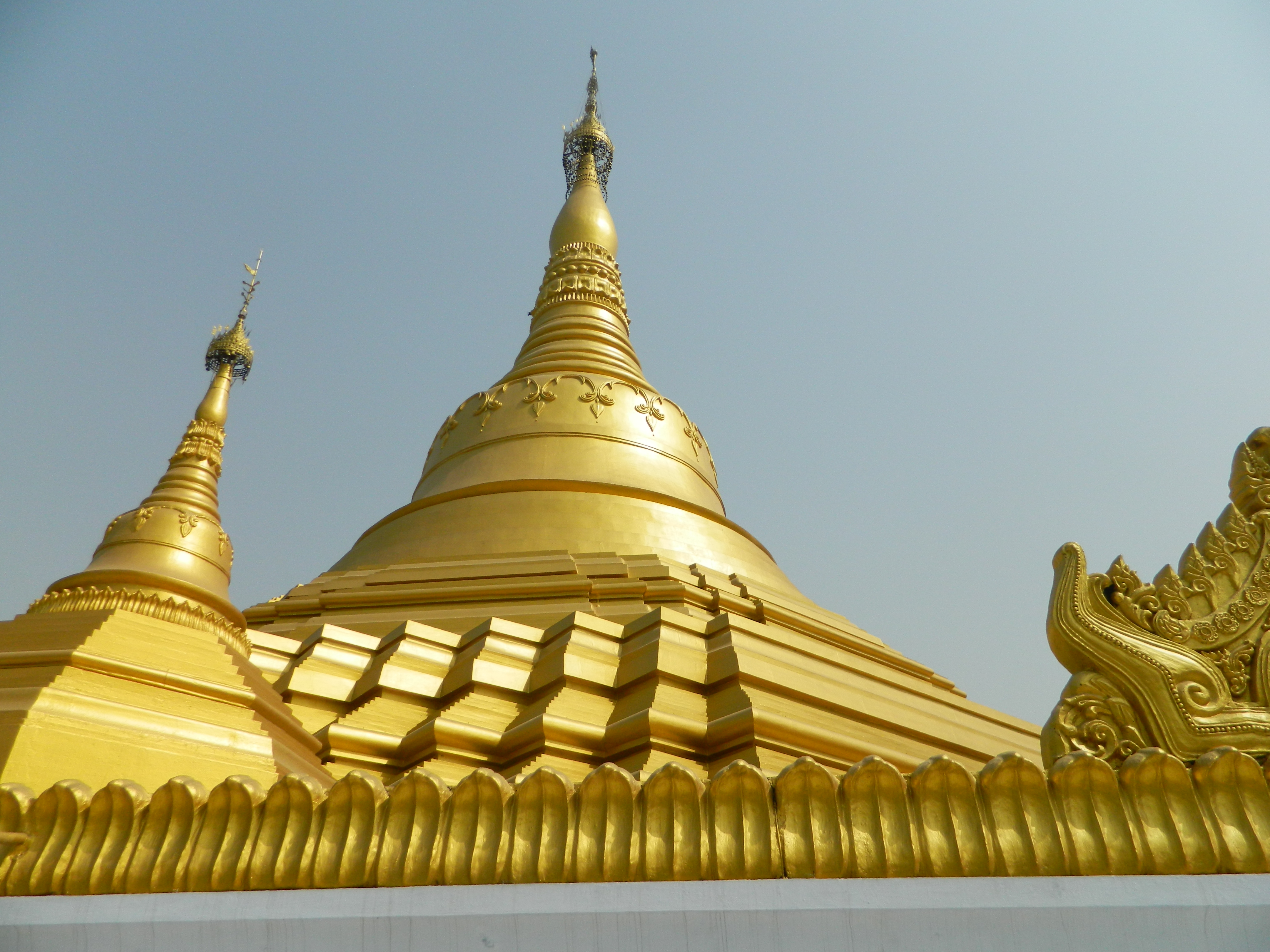

## Fordítás
- Ez a szócikk részben vagy egészben  a   Kushinagar című angol Wikipédia-szócikk fordításán alapul.  Az eredeti cikk szerkesztőit annak laptörténete sorolja fel. Ez a jelzés csupán a megfogalmazás eredetét és a szerzői jogokat jelzi, nem szolgál a cikkben szereplő információk forrásmegjelöléseként.
- Ez a szócikk részben vagy egészben  a   Kushinagar című német Wikipédia-szócikk fordításán alapul.  Az eredeti cikk szerkesztőit annak laptörténete sorolja fel. Ez a jelzés csupán a megfogalmazás eredetét és a szerzői jogokat jelzi, nem szolgál a cikkben szereplő információk forrásmegjelöléseként.